# Stefan Werni

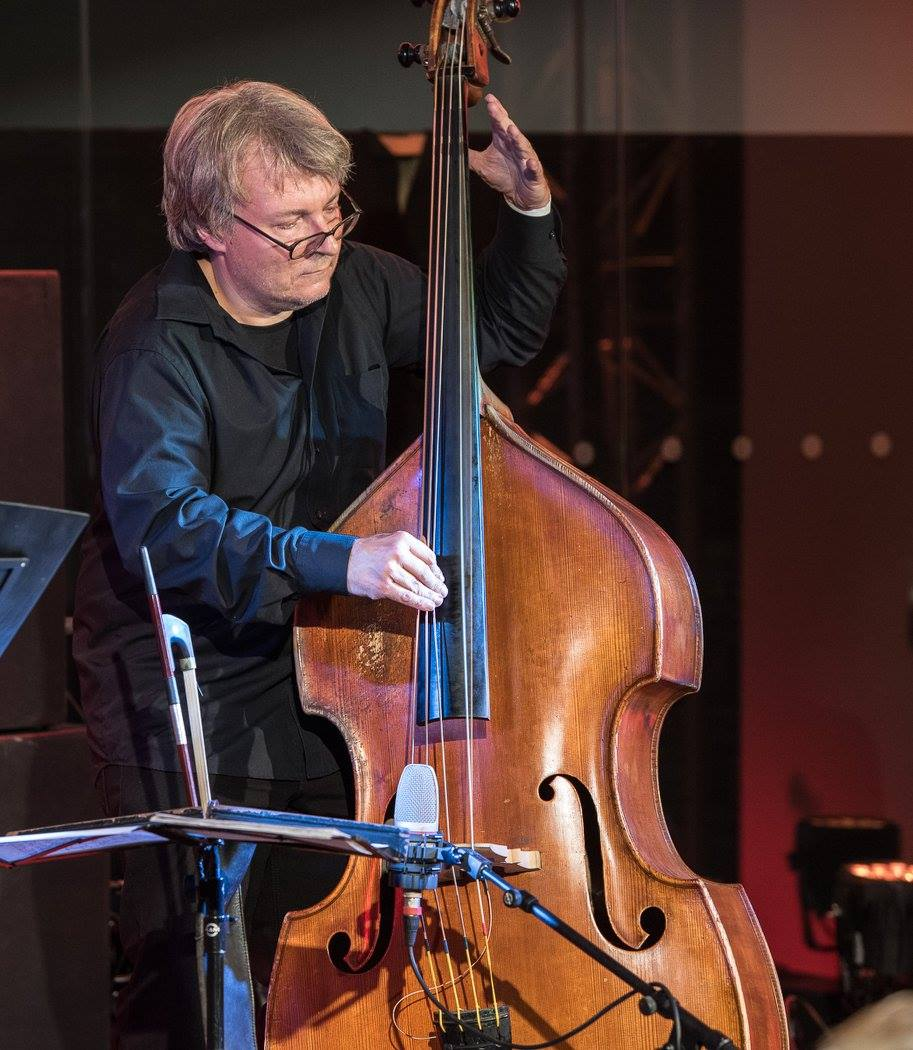
Stefan Werni Kontrabass

Stefan Werni (* 25. September 1967 in Herten; † 27. Juni 2024) war ein deutscher Kontrabassist, E-Bassist und Komponist elektroakustischer Musik.

## Leben und Wirken
Werni begann 1989 eine Musikausbildung an der Musikhochschule Köln. Er arbeitete seit den späten 1980er Jahren mit deutschen und internationalen Musikern und Komponisten aus den Bereichen Jazz, Rock, Improvisationsmusik, Neue Musik und elektronische Musik zusammen.
Werni tourte 1987 mit dem Bassklarinettisten und Komponisten Eckard Koltermann durch Israel und wurde 1990 festes Mitglied seiner Band. Er trat mit Gruppen wie Collage 12 (mit Eckard Koltermann, Reiner Winterschladen, Stefan Bauer, Theo Jörgensmann, Lauren Newton, Willem van Manen und Simon Nabatov), Das letzte Kammerensemble (mit Christoph Hillmann und Andreas Wahl) oder Trio Infernal – Die gute Band (mit Christian Jendreiko und Hans Kanty) bei Konzerten und Tourneen sowie Rundfunkaufzeichnungen im In- und Ausland auf. Seit 1997 war er Mitglied des Trios Take Nat (mit Manfred Billmann und Manfred Portugall) bzw. Take Nat plus one (mit Billmann, Portugall und Herwig Barthes).
Als Musiker konzertierte er neben zahlreichen weiteren mit Sheila Jordan, Sabine Kühlich, Bill Elgart, Klaus Osterloh, Tony Scott, Charlie Mariano, Alex Conti, Manish Pingle, Theo Jörgensmann, Gerd Dudek, Deepsankar Bhattacharjee, Ack van Rooyen und Lee Konitz, u. a. bei den Leipziger Jazztagen, dem Jazzfestival Viersen, dem Jazzclub Unterfahrt München, dem Jazzkeller Frankfurt, im Olympiapark Atlanta/USA, in der Townhall Akkon/Israel und beim Jazzfestival Maastricht.
Zudem war er in Produktionen des Fernsehens zu sehen und war an Theatermusiken am Schlosstheater von Moers und am Schauspielhaus Bochum beteiligt.
Seit 2002 beschäftigte sich Werni als Instrumentalist und Komponist in dem Projekt Werni & Jendreiko gemeinsam mit Christian Jendreiko, inspiriert von den Access Virus Synthesizern ihres Schulfreundes Christoph Kemper, intensiv mit elektroakustischer Musik, Synthesizern, Raumprojektion und Sounddesign. Werni & Jendreiko arbeiteten seitdem als liveelektronisches Duo sowie in Projekten mit unterschiedlichen Künstlern wie dem indischen Slidegitarristen Manish Pingle oder dem Dichter Frank Schablewski. 2015 gründeten Werni und Jendreiko das Europa Quartett, um ihre musikalische Vision genreübergreifender Musik zwischen Jazz, Rock und elektronischer Musik mit einer vielseitigen und improvisationsfähigen Quartettbesetzung zu realisieren. Zu speziellen Anlässen luden sie gerne besondere Gastmusiker wie Pablo Paredes (synth) oder Deepsankar Bhattacharjee (sitar) ein.

## Diskographische Hinweise
- Eckard Koltermann Collage 11: Achtung wir senden (kip records, 1990; mit Theo Jörgensmann, Helena Rüegg, Ingo Meier, Toon de Gouw, Willem van Manen, Ludger Schmidt, Simon Nabatov, Christoph Eidens, Achim Krämer, Hein Offermanns)
- Trio Infernal – Die gute Band. (Grauzone Recklinghausen, 1998; mit Christian Jendreiko und Hans Kanty)
- Take Nat: The Music of Nat King Cole (Mr. D. Music, 2001; mit Manfred Billmann und Manfred Portugall:)
- Achim Kämper & Stefan Werni: Mothership: Misterioso (2002; sowie Manfred Billmann, Pablo Paredes, Olaf Schneider, Ebi Hertin)
- Stephan Mattner Quartett: Mattnerhorn (2003; mit Michael Peters, Jona Kümper, Michael Peters-Thöne)
- Trio Heßler/Werni/ Wallmeiner: Tanz auf dem Vulkan, 2006
- Sabine Kühlich & Sheila Jordan: Two Generations of Singers (2006; mit Stefan Michalke)
- Heßler/Werni/Jendreiko: D.A. (Dortmund 2008)
- Werni & Jendreiko (NonEM Records 2008; mit Christian Jendreiko, sowie Lothar Ohlmeier)
- Hartmut Kracht Trio: Hommage 2010 (Jazzsick Records 2010; mit Patrick Hengst)
- Billmen: Smooth Road 2010 (yvp music, 2010; mit Manfred Billmann und Peter Baumgärtner sowie Klaus Osterloh)
- (mit Hans-Joachim Heßler:) Continuum contra punctum. NonEM, Duisburg 2010
- Sven Bergmann Quartett: Seasons (Wunderbar records, 2011; mit Sven Bergmann, Bill Elgart und Tom Arthurs)
- Herbie Klinger, Stefan Werni: Standard Time in Living Rooms (Lani Giro 2016)
- Ingo Marmulla: Dialogues in Blue: Music for Jazzband (Ding Dong Records 2020; mit Charlotte Illinger, Michael Heupel, Gerd Dudek, Matthias Bergmann, Thomas Hufschmidt)
- Christian Jendreiko, Frank Bergmann, Stefan Werni, Dieter Schroeder: Europa Quartett (Tonkunst Manufaktur 2023)[3]